# المجلس الوطني للإعلام في سورية
المجلس الوطني للإعلام في سورية هو المجلس الذي يتولى تنظيم قطاع الإعلام في سوريا ، تأسس بالمرسوم رقم 108 لعام 2011 في بداية الأزمة السورية بهدف تسهيل وتنظيم وتيسير وتطوير العمل الإعلامي في سورية ، ونظم المجلس وأشرف على الإعلام السوري من عام 2011 حتى عام 2016 حيث ألغي بالتعديلات قانون الإعلام الصادر بالمرسوم رقم 26 لعام 2016 وعادت سلطة الإشراف والتنظيم لوزارة الإعلام.

## الهيكل التنظيمي
يتألف المجلس من جهازين رئيسيين:
1- أعضاء المجلس: وعددهم 9 مع رئيس المجلس وهم الجهاز الاستشاري ويجتمع كل يوم ثلاثاء يناقش خلال الاجتماع الملفات المعروضة من الجهاز التنفيذي.وصدر مرسوم رئاسي عُيِّن بموجبه أعضاء المجلس وهم : طالب قاضي أمين رئيساً للمجلس الوطني للإعلام - وفؤاد عبد المجيد البلاط نائباً للرئيس - وعادل يازجي، و ناديا خوست ، و حسن م . يوسف ، وناظم بحصاص، ومحمد قجة، وفؤاد شربجي، وعبد الفتاح العوض أعضاءً للمجلس
2- الجهاز التنفيذي: ويتبع إداريا إلى الأمانه العامة لرئاسة مجلس الوزراء في سورية ويتمثل بالمديريات التنفيذية، والتي تتابع وتنفذ نص القانون وتشرف على عملية التنفيذ من خلال علاقتها وتواصلها مع الإعلاميين والمؤسسات الإعلامية، وتقوم بتنظيم وإدارة العمل واللجان الفرعية المنبثقة عن المجلس، ولم يتم تفعيل جميع مديريات المجلس بسبب نقص الكوادرالعاملة وعدم رفده بموظفين، لذلك اقتصر عمل المجلس على عدد من المديرايت الفاعلة كان من أهمها:
- الأمين العام : ماهر بكر الأمين العام للمجلس الوطني للاعلام
- أمين سر المجلس : بديع عفيف أمين سر المجلس الوطني للإعلام
- مديرية الوسائل الاعلامية والتراخيص : وسيم سليمان مدير التراخيص

### فترة العمل من 2011 حتى 2016
شهدت فترة عمل المجلس الوطني للاعلام في سورية انتعاشا في مجال العمل الإعلامي، حيث دخل عدد كبير من جيل الشباب مجال العمل، وشجع المجلس من خلال تسهيل الإجراءات الإدارية وتبسيطها إلى أدنى حد ممكن، وتم اعتماد بطاقات اعلامية مخصصه للصحفين والعاملين في مجال العمل الاعلامي في سورية بهدف تسهيل العمل وتيسير مهمتهم الاعلامية.
كان من أهم الإجراءات التي يسرها المجلس هو امتلاك الوسائل الاعلامية أو اعتمادها، حيث كانت مديرية التراخيص من انشط المديريات في تلك الفترة والتي امتد اثرها بشكل واسع على الاعلام الخاص لما وفرته من تسهيل وتبسيط إجراءات، وتم الترخيص من خلالها لأكثر من 54 صحيفة ومجلة بمختلف أنواعها، وتم اعتماد أكثر من 60 موقع الكتروني جديد، لكن لم يتم ترخيص لأي قناة راديو أو تلفزيون بسبب التكاليف الباهظة المترتبة على تكلفة الإنشاء في ظل الأزمة السورية.

## إلغاء المجلس
في 6 سيبتمبر عام 2016، أصدر الرئيس السوري بشار الأسد مرسوما يقضي بإلغاء المجلس الوطني للإعلام، على أن تتولى وزارة الإعلام المهام والاختصاصات كافة التي كان يتولاها المجلس.